# Slatina (distrikt i Bulgarien, Plovdiv)
Slatina (bulgariska: Слатина) är ett distrikt i Bulgarien.   Det ligger i kommunen Obsjtina Karlovo och regionen Plovdiv, i den centrala delen av landet, 100 km öster om huvudstaden Sofia.
Trakten runt Slatina består till största delen av jordbruksmark. Runt Slatina är det ganska tätbefolkat, med 58 invånare per kvadratkilometer.